# Гузун Тетяна Іванівна
Тетя́на Іва́нівна Гузу́н (нар. 30 квітня 1951 року, Житомир) — українська балетмейстерка, хореографка, народна артистка України, почесна громадянка Житомира, художня керівниця народного хореографічного ансамблю «Сонечко», доцент кафедри музики і хореографії з методиками викладання, почесна професор Житомирського державного університету імені Івана Франка.

## Біографія
Народилася 30 квітня 1951 року в м. Житомирі, Україна. Закінчила житомирську загальноосвітню школу № 15. В 1973 році закінчила з відзнакою Краснодарський державний інститут культури (Росія).
3 1973 — художня керівниця хореографічного ансамблю «Сонечко» Житомирського міського палацу піонерів та школярів. З жовтня 1991 р. — художня керівниця Житомирського міського центру дитячої народної хореографії. 3 червня 1993 року — художня керівниця, викладачка хореографії Житомирської міської школи хореографічного мистецтва «Сонечко».
Художня керівниця, викладачка хореографії Житомирського академічного ансамблю «Сонечко», з 1993 року — школа хореографічного мистецтва «Сонечко», яку очолює її чоловік Михайло Гузун.

## Нагороди та звання
- Почесний громадянин Житомира
- Заслужений працівник культури Української РСР (1985)
- Орден княгині Ольги III ступеня (1999)[1]
- Орден княгині Ольги II ступеня[2]
- Орден княгині Ольги I ступеня (2009)[3]
- Лауреатка премії імені Івана Огієнка в номінації «Мистецтво» (2006)
- Почесна грамота Кабінету Міністрів України[4]
- Почесна відзнака Міністерства культури
- Лауреатка персональної стипендії обласної ради народним артистам України[5]